# Karl Compton
Pour les articles homonymes, voir Compton.
Karl Taylor Compton (14 septembre 1887 – 22 juin 1954) était un physicien américain éminent. Il a notamment été président du MIT de 1930 à 1948. Il a réalisé d'importants travaux sur l'effet photoélectrique, l'ionisation des électrons en milieu gazeux, la fluorescence, l'arc électrique, ou encore les collisions entre électrons et atomes.

## Biographie
Karl Compton naît à Wooster, Ohio, il est l'aîné de trois frères et d'une sœur. Son père Elias Compton vient d'une ancienne famille américaine presbytérienne, et sa mère Otelia Augspurger Compton, d'une famille alsacienne et hessienne mennonite, récemment immigrée aux États-Unis. C'est une famille talentueuse : son frère Arthur deviendra physicien éminent, et sa sœur missionnaire.

### Jeunesse (1897 – 1918)
Dès 1897,  La famille Compton passe ses étés à camper près du parc d'État d'Otsego Lake, Michigan. Le restant de l'année, ils fréquentent les écoles publiques de Wooster. À 11 ans, Karl commence à faire de durs travaux pour aider à se payer des études : porteur de matériaux de construction, main-d'œuvre agricole, vendeur ambulant de livres, manœuvre dans des tuileries ou briqueteries, et il fait le levé du premier mille de route pavée de l’Ohio.
En 1902, Compton saute une classe et va au département préparatoire de l'université de Wooster pour ses deux dernières années de lycée. En 1908, il a le baccalauréat de philosophie avec mention, et en 1909, sa thèse de maîtrise Étude de l'interrupteur électrolytique de Wehnelt (de) est publiée dans Physical Review. En 1909-1910, il est moniteur au département de chimie de Wooster, avant de commencer son doctorat à Princeton. Il reçoit alors une bourse Porter Ogden Jacobus, et travaille avec Owen Willans Richardson ; il publie avec lui plusieurs articles sur les électrons émis sous lumière ultraviolette, sur la théorie des électrons et sur l'effet photoélectrique. Richardson continue dans cette voie et, dans certains des domaines où Karl Compton avait fait des contributions, obtient le prix Nobel de physique juste l'année après Arthur Compton. En 1912, Compton reçoit le doctorat de Princeton avec mention très honorable.
En juin 1913, Compton épouse Rowena Raymond. Ils déménagent vers Portland (Oregon), où Compton est assistant de physique. En 1915, il revient à Princeton comme maître de conférences en physique. Il prend également une charge de consultant à la General Electric Corporation. Il contribue à l'effort de guerre à Princeton et dans les transmissions. En décembre 1917, Compton est affecté à l'ambassade américaine à Paris, comme attaché scientifique associé.

### L'université de Princeton (1918-1930)
Après l'armistice de 1918, à la fin de la Première Guerre mondiale, Compton revient à Princeton, avec sa femme et sa fille de trois ans Mary Evelyn. En juin 1919, Compton est nommé professeur, et travaille au laboratoire Palmer, où son don de l'enseignement devient légendaire[réf. nécessaire]. Il poursuit des recherches dans le domaine de l'électronique et de la spectroscopie, sur des sujets tels que le passage des photoélectrons à travers le métal, l'ionisation, le mouvement des électrons dans les gaz, la fluorescence, la théorie de l'arc électrique, les spectres d'absorption et d'émission de la vapeur de mercure, ou les collisions entre électrons et atomes. Malheureusement, sa femme Rowena meurt en automne 1919. En 1921, Compton se remarie avec Margaret Hutchinson, dont il a une fille Jean, et un fils, Charles Arthur. En 1927, Compton est nommé directeur des recherches du laboratoire Palmer, et professeur sur la chaire Cyrus Fogg Brackett. En 1929, il est nommé chef du département. Plus de cent articles ont été publiés sous son nom pendant son séjour à Princeton.
En 1923, Compton est élu membre de la Société philosophique américaine et en 1924 membre de l'Académie nationale des sciences, dans la section de physique (1927-1930). Il est nommé vice-président de la Société américaine de physique (APS) en 1925, et président en 1927. Compton est aussi membre de la Société américaine d'optique, de l'American Chemical Society, du Franklin Institute, et d'autres sociétés professionnelles d'ingénierie.

### Massachusetts Institute of Technology (1930-1954)
En 1930, Compton accepte de devenir président du MIT, sur invitation du bureau des gouverneurs, la MIT Corporation. Il prend ses fonctions au début de la Grande Dépression, période de bouleversements économiques, où la science est attaquée en tant que source de dégâts sociaux et de désespoir national. Compton va renforcer la recherche scientifique fondamentale à l'institut, tout en devenant un porte-parole de la science et de la technologie.
Sous la présidence de Compton, l'organisation subit une révolution. Il développe une nouvelle approche de l'enseignement en science et en technologie, dont l'influence se fait sentir bien au-delà des murs du MIT. De façon significative, il est actif dans la Société américaine pour l'enseignement de la technologie, dont il devient le président en 1938. Il devient un leader pour l'établissement de nouveaux niveaux pour l'accréditation des écoles d'ingénieurs, par son rôle de président du comité pour les écoles d'ingénieurs au sein du Conseil des ingénieurs pour le développement professionnel, maintenant Bureau d'accréditation en ingénierie et technologie (en). Il croit qu'une large base pour l'enseignement est nécessaire pour répondre aux besoins du temps, et que la science doit être un élément du progrès industriel[réf. nécessaire].
Au début des années 1930, Compton rejoint des membres de la Société américaine de physique pour constituer l'American Institute of Physics (AIP). Tandis qu'il est président du bureau (1931-1936), l'AIP devient une fédération de diverses sociétés disparates se consacrant à divers domaines de physique. Elle soutient la publication rapidement croissante des résultats des recherches en physique pendant cette période.
En 1948, Compton démissionne de son poste de président du MIT, et est élu président de la MIT Corporation. Il gardera ce poste jusqu'à sa mort, le 22 juin 1954.

### Coopération avec les militaires (1933-1949)
En 1933, le président des États-Unis Roosevelt demande à Compton de présider un nouveau Bureau scientifique consultatif, qui durera deux ans. Ceci le met à l'avant-garde des scientifiques qui perçoivent le besoin d'un conseil scientifique solide pour les plus hauts niveaux du gouvernement. Le début de la Seconde Guerre mondiale déclenche la création en 1940 du National Defense Research Committee (NDRC), sous la présidence de Vannevar Bush. Compton est membre du NDRC et devient la tête de la Division D, avec mission de rassembler un groupe d'ingénieurs et scientifiques des mondes universitaire et industriel, pour étudier en premier lieu le radar, la balistique, et le rayonnement calorifique.
En 1941, le NDRC est fusionné dans le Bureau de recherche et de développement scientifiques (OSRD) ; Compton y préside le United States Radar Mission au Royaume-Uni. En 1945, Compton est choisi pour être un des huit membres du Comité d'intérim nommé pour conseiller le président Harry S. Truman sur la mise en œuvre de la bombe atomique. Après la capitulation du Japon en 1945, la Seconde Guerre mondiale est finie et Compton quitte l’OSRD. En 1946, il préside le conseil consultatif du président pour l'entraînement militaire. De 1946 à 1948, il fait partie du Naval Research Advisory Committee (Comité consultatif pour la recherche navale), puis de 1948 à 1949, le Joint Research and Development Board (Bureau interarmes de recherche et développement), qu'il quitte pour raisons de santé.

## Récompenses et distinctions
- Le prix Rumford de l'Académie américaine des arts et des sciences en 1931.
- Le cratère Compton sur la Lune a été nommé en l'honneur des deux frères Arthur et Karl.
- Médaille Marcellus Hartley en 1947 pour son rôle éminent dans les applications de la science au bien public.
- US Army Medal of Merit en 1946 pour l'avance donnée à la fin des hostilités par le programme de recherche et développement sur le radar qu'il a dirigé.
- Commandeur à titre civil de l’ordre de l'Empire britannique en 1948.
- Commandeur de l’ordre royal norvégien de Saint Olaf en 1948.
- Officier de la Légion d'honneur en 1951.
- Prix Washington de la Western Society of Engineers en 1947.
- Médaille Lamme de l'American Society for Engineering Education en 1949.
- Médaille Hoover conjointement de l'American Institute of Electrical Engineers, l'American Society of Mechanical Engineers, l'American Institute of Mining and Metallurgical Engineers et l'American Society of Civil Engineers en 1950.
- Prix William Proctor pour réalisations scientifiques de la Sigma Xi, The Scientific Research Society en 1950.
- Distinction Priestley Memorial Award du Dickinson College en 1954 pour ses contributions au « bonheur de l'humanité par la physique ».
- 32 doctorats honoris causa.

## Publications
Trop nombreuses pour être citées, certaines étant, probablement, encore couvertes par le secret militaire.

### Source
- (en) Office Of The National Research Council, Biographical memoirs, National Academies Press, 1er octobre 1992.  (ISBN 0-309-04746-3)